# Ебені-Флюе
Ебені-Флюе (нім. Äbeni Flue, або нім. Ebnefluh) — це гора висотою 3 962 м.н.м. у Бернських Альпах, розташована на межі кантонів Берн і Вале.

## Опис
Гора має широку вершину, покриту фірнами. З півночі гора різко обривається стіною висотою майже 2 500 метрів у горішню частину долини Лаутербруннен і є частиною східного кінця Стіни Лаутербруннен. Південна сторона покрита льодовиками та досить полого веде до льодовика Великий Алеч.
На схід гребінь веде до материнської вершини Глетчерхорн (3 983 м.н.м). На південний захід найближчою вершиною через сідловину Ебені-Флюе-Йох (нім. Äbeni Flue-Joch) (3699 м н.м.) є Міттагхорн (3892 м.н.м.), а також Гроссгорн (3754 м.н.м) та Брайтгорн (3780 м.н.м). На південь через Великий Адецький фірн розташований Алечхорн, який також має великий північний схил (стіну).
Найближчими поселенням до гори є (по прямій лінії) Блаттен в долині Леченталь (14 км) та Штехельберг у верхній частині долини Лаутербруннен (6 км).

## Альпінізм
Перше сходження на гору відбулося по маршруту, який є сьогодні стандартним. Його здійснили Томас Льод Мюррей Браун, Петер Борен та Петер Шлегель 27 серпня 1868 року.
Основний маршрут сходження веде по південно-західному схилу гори та південно-східному гребню до вершини. При цьому вихідними точками є прихисток нім. Hollandiahütte Швейцарського Альпійського Клубу (розташована на перевалі Льоченлюке на висоті 3214 м.н.м) або прихисток нім. Konkordiahütte того ж об'єднання. Цей шлях має важкість L. Взимку цей маршрут часто починається як тур з лижного альпінізму.
Найважчим шляхом сходження (важкість AS) є шлях по північному схилу гори від прихистку нім. Schmadrihütte (2262 м.н.м., на залхід від гори)Академічного Альпійського клубу «Базель» — альпіністський підйом по льоду та скелям з нахилом до 80°, який триває від 9 до 12 годин. Вперше цей підйом було здійснено 2 липня 1977 року П'єтро Ціфіропуло та Гансом Штелі.
Північна сторона (стіна) Ебені-Флюе — це класична крижана стіна, яка досить часто підкорюється. Вона має бл. 900 метрів у висоту та нахил 50–55° (загальна важкість — SS-) і вважається досить безпечною. Попри загальне сніго- та льодотанення з утворенням тріщин, в останні роки вона була досить надійною. Вихідний пункт для цього маршруту є прихисток нім. Rottalhütte на висоті 2 755 м.н.м.

## Нещасні випадки
12 квітня 2007 року винищувач «Торнадо» німецького Бундесверу при навігаційному польоті врізався у північну стіну Ебені-Флюе. При цьому пілот загинув, а офіцер систем зброї отримав важкі поранення. Розслідування дійшло висновку про вплив людського фактора як причини аварії.